# Historia de la biotecnología

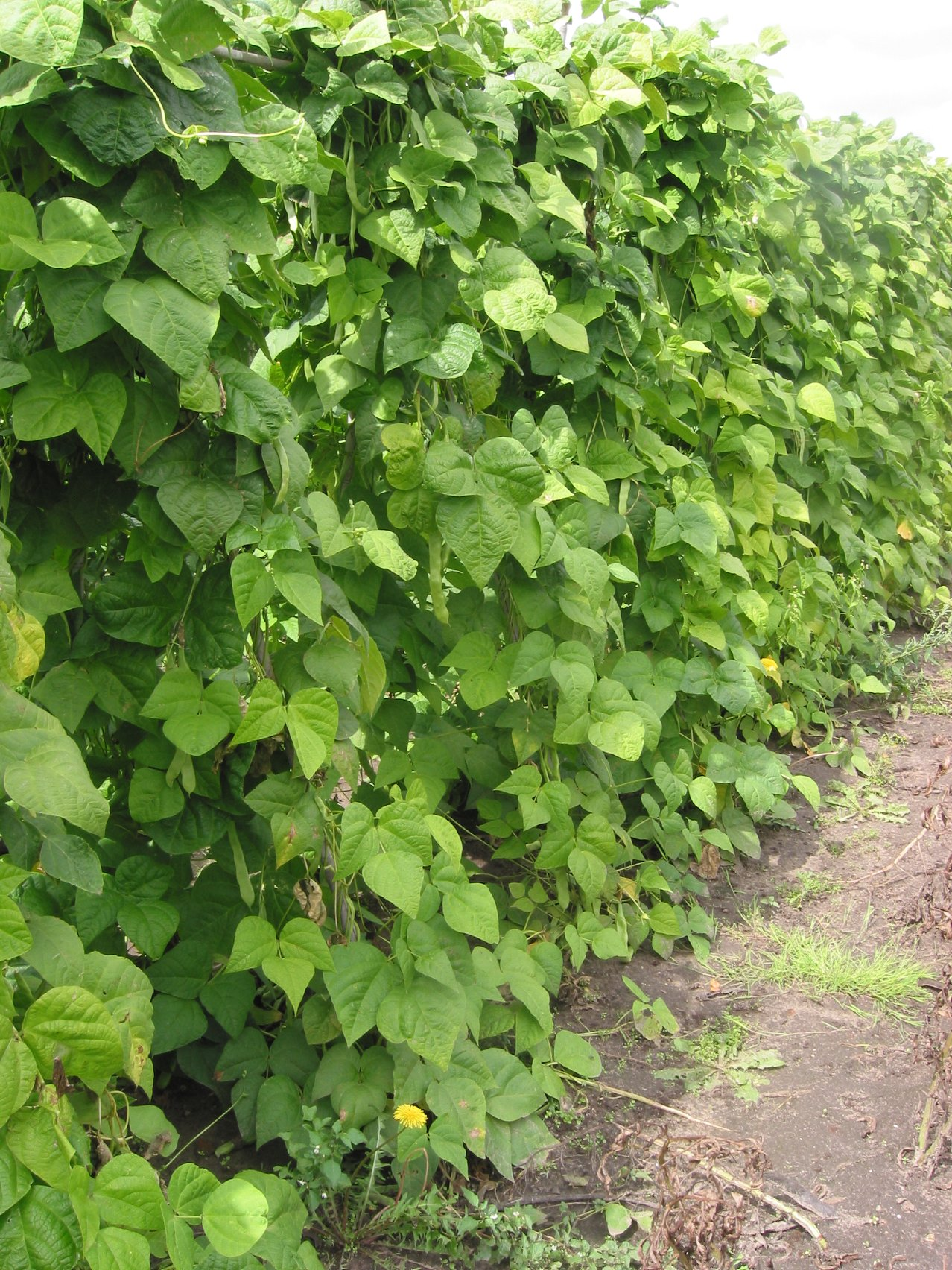
Plantas de frijoles que los antiguos consideraban: «dejaban magia en la tierra».

Uno de los primeros usos  de la biotecnología y también uno de los más prácticos, es el cultivo de plantas para producir alimentos. La agricultura se convirtió en la principal forma de obtener alimentos a partir de la revolución del neolítico hace 10 o 12 mil años. Usando técnicas antiguas de biotecnología, los agricultores fueron capaces de seleccionar los cultivos más resistentes y con mejor rendimiento para producir alimentos suficientes para cada vez mayor población.
Conforme la cantidad de alimentos obtenida en los cultivos se fue volviendo cada vez más grande y difícil de mantener, se requirieron otras técnicas biotecnológicas para mantenerlos y aprovecharlos, lo que dio origen a prácticas como la rotación de cultivos, el control de plagas, la domesticación de animales, la producción de cerveza y pan, etc., aunque no fue sino hasta muchos años después que descubrieran los principios que gobiernan cada una de estas técnicas.
Un ejemplo de esto es el uso por parte de las civilizaciones modernas de organismos microscópicos que viven en la tierra para incrementar el rendimiento de los cultivos por medio de la rotación. No se sabía cómo funcionaba: Teofrasto, un griego antiguo que vivió hace 2300 años, sostenía que el frijol dejaba “magia” en la tierra, y tomó otros 2200 años antes de que otro químico francés sugiriera en 1885 que algunos organismos del suelo son capaces de “fijar” el nitrógeno atmosférico en una forma que las plantas pueden usar como fertilizante.

## La protección contra las enfermedades
En muchas civilizaciones antiguas se emplearon combinaciones de plantas y otros organismos como medicinas. Desde hace aproximadamente 2200 años la gente empezó a utilizar agentes infecciosos inactivos o en muy pequeñas cantidades para inmunizarse contra las infecciones. En 1701, Giacomo Pylarini comenzó a practicar en Constantinopla la "inoculación", el infectar intencionalmente a niños con viruela para prevenir casos más graves más adelante en sus vidas.
La inoculación competiría con la “vacunación” por casi un siglo; en esta última técnica, desarrollada en 1798 por Edward Jenner, se infectaba a la gente con viruela bovina para inducir resistencia a la viruela humana, lo que la convierte en una técnica mucho más segura (vacuna viene de la palabra latina vaccinus que quiere decir "a partir de vacas"). Estos y otros procesos se fueron refinando a en la medicina moderna y han llevado a muchos desarrollos tales como los antibióticos, vacunas y otros métodos para combatir las enfermedades.

## La conservación de los alimentos
En 1799, Lazaro Spallanzani realizó experimentos en los que mostró que se podían conservar “infusiones” (medios de cultivo líquidos) por mucho tiempo sin que se descompusieran mediante el calentamiento en agua hirviendo de matraces herméticamente sellados que contenían la infusión, ya que el calor mata los microbios. Antes de esto se pensaba que la vida se generaba de manera espontánea. Para 1809, Nicolás Appert desarrolló una técnica, también usando calor, para enlatar y esterilizar la comida, con lo que ganó un premio de 12 mil francos ofrecido en 1795 por Napoleón.
En la primera mitad de la década de 1860, el químico francés Louis Pasteur desarrolló la técnica que lleva su nombre (pasteurización) para preservar los alimentos calentándolos, con lo que se destruye a los microbios dañinos, y manteniéndolos aislados del exterior. Esta técnica ayudó a mejorar la calidad de vida de las personas, pues permitió conservar muchos alimentos sin cambiar su sabor, con esto se pudo por ejemplo transportar leche sin que se echara a perder o evitar que el vino se convirtiera en vinagre (“vino agrio”).

## El nacimiento de la lucha moderna contra las enfermedades
Hacia 1850, Ignacio Felipe Semmelweis, un médico austro-húngaro utilizó observaciones epidemiológicas para proponer la hipótesis que la fiebre puerperal se transmite de una mujer a otra a través de los médicos. Probó su hipótesis haciendo que los médicos se lavaran las manos después de examinar a cada paciente, sin embargo su propuesta fue tan escandalosa en la época que hizo que el resto de la comunidad médica lo despreciara y que perdiera su trabajo.
En 1865, Joseph Lister comenzó a utilizar desinfectantes como el fenol en el tratamiento de heridas y en cirugías al tiempo que Pasteur desarrollaba la teoría de los gérmenes como causa de las enfermedades. Para 1882, Robert Koch, usando cobayas como huéspedes alternativos, describió la bacteria que causa la tuberculosis en los seres humanos. Koch fue el primero en descubrir la causa de una enfermedad microbiana humana y estableció que cada enfermedad es causada por un microorganismo específico.

## El surgimiento de la genética
Hacia 1859, Charles Darwin propuso que las poblaciones animales adoptan formas diferentes a lo largo del tiempo para aprovechar mejor el medio ambiente, un proceso al cual llamó “selección natural”. Mientras viajaba por las Islas Galápagos, observó como los picos de una clase particular de aves se habían adaptado en cada una de las islas a las fuentes de alimentos disponibles y planteó que solo las criaturas mejor adaptadas a su medio ambiente son capaces de sobrevivir y reproducirse. El libro emblema de Darwin “El Origen de las Especies”, opacó todas las otras voces científicas (incluyendo la de Mendel) durante varias décadas.
Unos años después, Gregor Mendel, un monje agustino, presentó en 1865 sus leyes de la herencia a la Sociedad de Ciencias Naturales en Brunn, Austria. Su trabajo con chícharos o guisantes llevó a Mendel a proponer que había unidades internas de información invisibles dentro de los organismos, las cuales eran responsables de los rasgos observables (como por ejemplo el color, altura de la planta, tamaño de la vaina, etc.) y que estos factores (que después serían conocidos como genes), se transmitían de una generación a la siguiente, sin cambiar pero recombinándose.
El trabajo de Mendel permaneció desapercibido durante largos años a causa del mucho más sensacional descubrimiento de Darwin, hasta 1900 cuando Hugo de Vries, Erich von Tschermak y Carl Correns publicaron sus investigaciones corroborando el mecanismo de la herencia de Mendel.

## El papel del ADN en la herencia

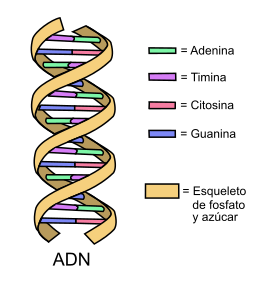
Estructura del ADN.

En 1868, Friedrich Miescher, un biólogo suizo, aisló por primera vez un compuesto al que llamó nucleína y que contenía ácido nucleico, sin embargo esto no se relacionó en su tiempo con las leyes de la herencia. En 1882, Walther Flemming reportó su descubrimiento de los cromosomas y la mitosis. Para 1902, Walter Stanborough Sutton estableció que los cromosomas se encuentran en parejas y que pudieran ser los portadores de la herencia, apoyando la teoría de Mendel y renombrando a sus “factores” con el nombre que los conocemos el día de hoy: “genes”.
En 1910 el biólogo estadounidense Thomas Hunt Morgan, descubre que los genes se encuentran en los cromosomas. En 1935 Andrei Nikolaevitch Belozersky logró aislar ADN en forma pura por primera vez y en 1941 George Beadle y Edward Tatum desarrollan el postulado de “un gen una enzima”.
En el año de 1944, Oswald Theodore Avery, Colin MacLeod y Maclyn McCarty determinaron que el ADN es el material hereditario, sin embargo su teoría tuvo poca aceptación pues se pensaba que el ADN era una molécula demasiado simple para poder llevar a cabo esta función.
Para principios de los 1950, la científica británica Rosalind Franklin trabajaba en modelos estructurales de ADN que más tarde perfeccionarían James Watson y Francis Crick y que serían la base para su descubrimiento de la estructura del ADN, que publicaron en 1953 y en la que proponían el modelo de doble hélice complementaria y antiparalela que hoy conocemos, con lo que inauguraron un nuevo capítulo en el estudio de la genética.
La comprensión del ADN fue esencial para la exploración de la biotecnología. Las células son las unidades básicas de la materia viva en todos los organismos y el ADN contiene la información que determina las características que tendrá una célula. Desde el inicio los científicos vislumbraron la posibilidad de nuevos medicamentos diseñados para ayudar al cuerpo a hacer lo que no podía por su propia cuenta o de cultivos capaces de protegerse por sí solos de las enfermedades.

## Las fermentaciones industriales
A principios del siglo XX, los científicos ya habían adquirido una mejor comprensión de los fenómenos microbiológicos y comenzaron a explorar nuevas formas de fabricar algunos productos. Así, en 1917, Berth G Santy usó por primera vez un cultivo microbiano puro en un proceso industrial para la fabricación de acetona a partir de almidón de maíz usando Clostridium acetobutylicum; de esta manera el Reino Unido pudo fabricar a partir de acetona el explosivo cordita durante la Primera Guerra Mundial. También en la misma guerra, Alemania produjo glicerina por fermentación para la fabricación de nitroglicerina.
Así como la biotecnología ayudó a matar soldados, también contribuyó a curarlos. En 1928, Alexander Fleming notó que todas las bacterias que crecían en una placa de cultivo murieron alrededor de un moho que contaminaba al cultivo. Para 1938, Howard Florey y Ernst Chain de la Universidad de Oxford en Inglaterra, aislaron el compuesto causante de este efecto: la penicilina, pero fue hasta la década de 1940 que se logró la producción de penicilina a gran escala, que probaría ser altamente exitosa en el tratamiento de heridos durante la guerra. Fleming obtuvo el Premio Nobel de Medicina en 1945 gracias a este descubrimiento.

## Nuevas agriculturas

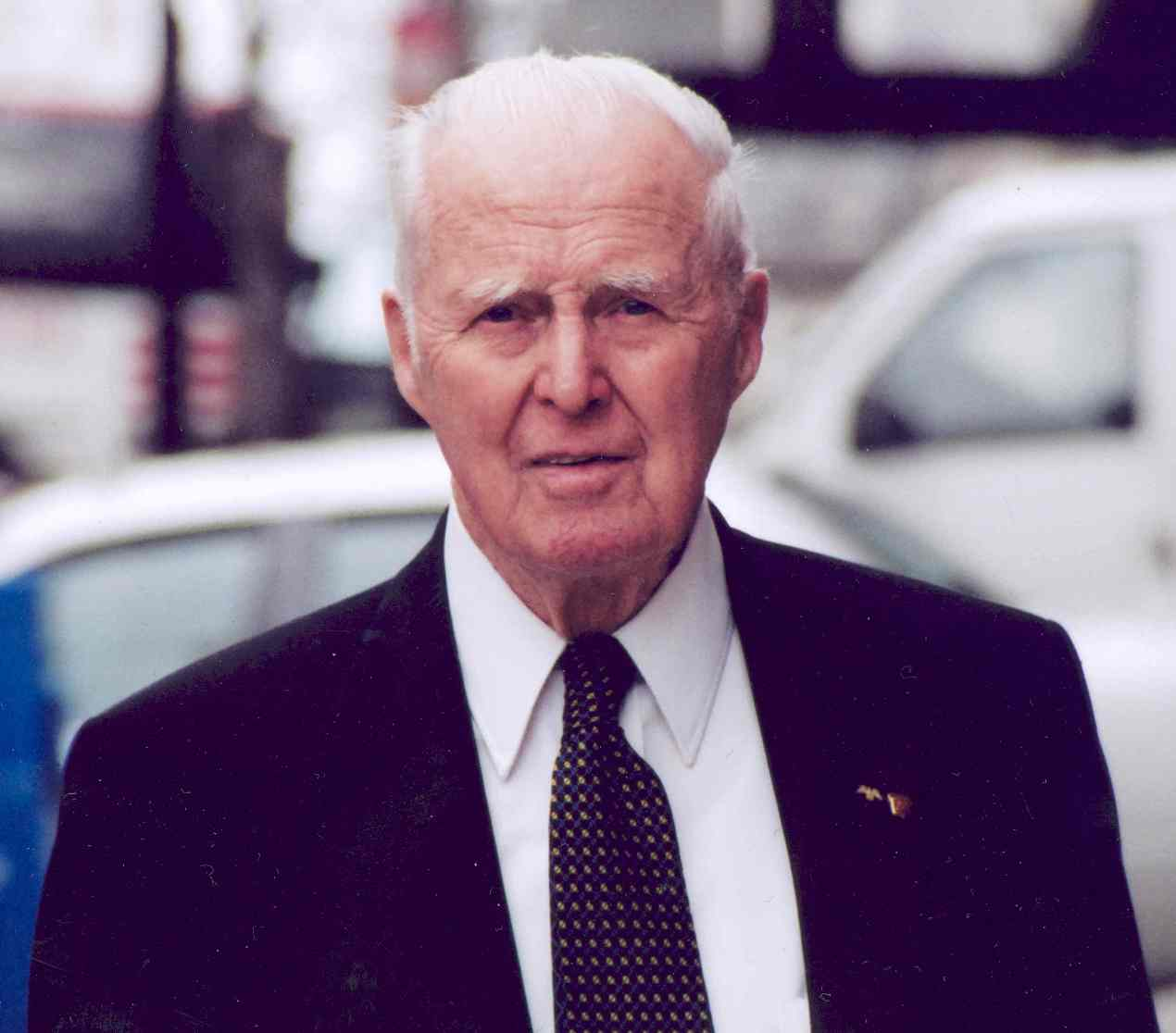
Norman Borlaug (2004)Premio Nobel de la Paz en 1970 por su aporte a la Revolución Verde

Trabajando sobre los conocimientos ya existentes, William James Beal desarrolló en 1879 el primer híbrido experimental de maíz, demostrando incrementos en el rendimiento de entre el 21 y el 51 %.
En 1918, un ingeniero agrícola húngaro, Karl Ereky, utiliza por primera vez la palabra “biotecnología”.
Para el periodo de 1920 a 1930, técnicas de mejoramiento agrícola se emplean ampliamente en los Estados Unidos incrementando la productividad del campo con lo que para la década de 1940 el país ya era un líder agrícola. Entre esa década y la de los 1960 se conjuntaron una serie de avances tecnológicos en el área agrícola que en conjunto se denominaron la “Revolución Verde” que implicaron el poder tener una mayor disponibilidad de alimentos. La llegada de los híbridos implicó además la creación de nuevos negocios como el de la industria de semillas.
Los buenos resultados de estas técnicas en los Estados Unidos llevaron a buscar el exportar la Revolución Verde a otros países a través de la Fundación Rockefeller. Para esto se fundó en México la “Oficina de Estudios Especiales” en 1943, antecesora del “Centro Internacional de Mejoramiento de Maíz y Trigo” (CIMMYT) que se fundaría en 1963.
Gracias a estos esfuerzos y a la inversión del gobierno en el área, México se volvió autosuficiente en trigo para 1957 y más tarde exportador. Esto también permitió que la población alcanzara 103.3 millones de habitantes para 2005 cuando en 1900 apenas había 13.6 millones.
El CIMMYT más tarde ayudaría a llevar la Revolución Verde a India y después a Filipinas, Indonesia, Pakistán, Sri Lanka y otros países de Latinoamérica, Asia y el norte de África. Gracias a sus contribuciones, uno de los investigadores del CIMMYT, Norman E. Borlaug, ganó el Premio Nobel de la Paz en 1970, el único otorgado por contribuciones a la agricultura.

## Plantas de laboratorio
Desde 1898, el botánico alemán G. Haberlandt pudo cultivar de manera exitosa células vegetales individuales, completamente diferenciadas, aisladas de diferentes tejidos vegetales de varias especies, en un medio de glucosa y peptona, aunque no pudo obtener división celular.
Por aproximadamente 35 años se lograron pocos avances en la investigación del cultivo de tejidos, aunque se pudieron cultivar embriones, raíces y otros tipos de tejidos. Fue hasta el periodo de 1934 a 1939 que tres científicos: Roger-Jean Gautheret, Pierre Nobécourt y Philip White, pudieron establecer las bases del cultivo de tejidos vegetales gracias al descubrimiento de la importancia de los distintos reguladores de crecimiento y otros compuestos como las vitaminas B, lo que permitió obtener los primeros cultivos permanentes de callos (masas indiferenciadas de células) de zanahoria y tabaco.

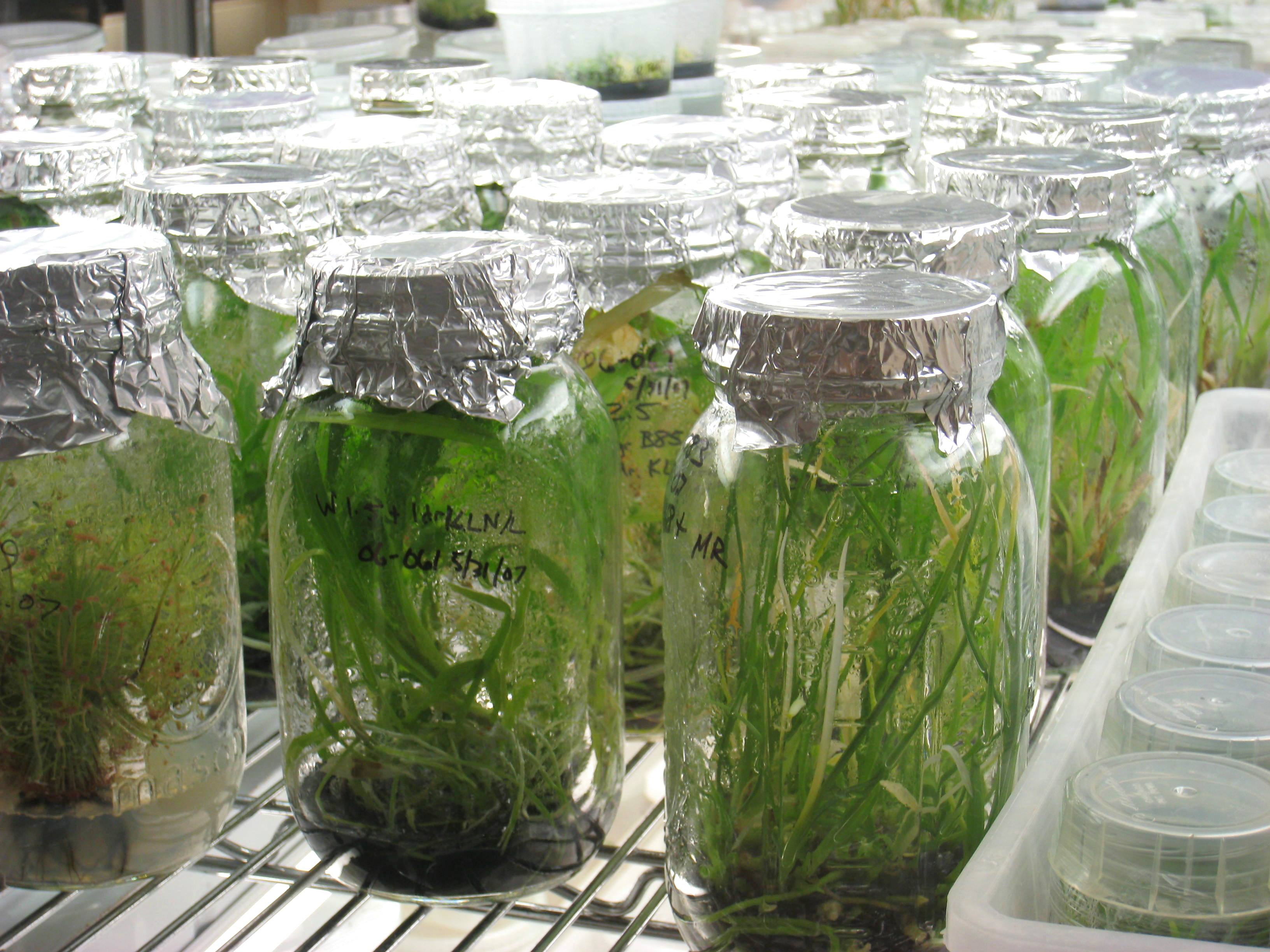
Cultivos de tejidos vegetales en un laboratorio.

Durante los siguientes veinte años (de 1940 a 1960), se identificaron una gran variedad de compuestos químicos (hormonas, vitaminas, etc.) con efectos sobre la división celular, el crecimiento y la diferenciación, pudiéndose obtener tejidos y órganos distintos de los originalmente cultivados. Skoog y Miller demostraron en 1958 que la relación de concentraciones entre varios de estos reguladores controla la formación de raíces y brotes, lo que abrió la puerta a la regeneración de plantas completas a partir de la década de 1960; la aplicación de técnicas de crioconservación exitosas a partir de 1976 y la propagación automatizada a partir de 1988.

## La llegada de la ingeniería genética
Desde antes del descubrimiento de la estructura del ADN, en 1941, el microbiólogo danés A. Jost, acuñó el término “ingeniería genética” para designar la idea que, escribiendo directamente la información en las células se podían modificar sus funciones. Más tarde, entre 1945 y 1950, se logró hacer crecer cultivos de células animales aisladas en el laboratorio, lo que permitiría su estudio y aprovechamiento industrial.
En 1957, Francis Crick y George Gamov trabajaron en lo que se conoce como el “dogma central” que explica cómo el ADN fabrica proteínas, cómo su secuencia especifica la de los aminoácidos en dichas proteínas y cómo fluye la información en una sola dirección, del ADN al ARN mensajero y a las proteínas. Para 1966 el código genético pudo ser descifrado, Marshall Nirenberg, Heinrich Mathaei y Severo Ochoa demostraron que una secuencia de tres bases determina cada uno de los 20 aminoácidos.
Más tarde, en 1972, Paul Berg aisló y empleó una enzima de restricción para cortar ADN y después unirlo formando una molécula circular híbrida: la primera molécula de ADN recombinante. Al año siguiente, Stanley Cohen, Annie Chang y Herbert Boyer cortaron secciones de ADN viral y bacteriano para crear un plásmido con resistencia dual a antibióticos y lo insertaron al ADN de una bacteria produciendo el primer organismo con ADN recombinante.

## Más aplicaciones de las plantas
Desde 1942, Gautheret había observado la presencia de metabolitos secundarios en los cultivos de callos vegetales. En 1954 Morel obtuvo los primeros cultivos en suspensión y un año después se reportaron metabolitos secundarios en estos cultivos también, lo que llevó en 1956 a que Routien y Nickell obtuvieran una patente en los Estados Unidos para la producción de sustancias a partir del cultivo de tejidos vegetales.
En 1959, Tukecke y Nickell reportan por primera vez el cultivo en gran escala (134 L) de células vegetales, que llegaría hasta reactores de 20,000 L para 1977. A partir de aquí se desarrollaron diferentes tipos de reactores tales como el de células inmovilizadas en alginato en 1979 y el de fibras huecas en 1981. En 1983 la compañía Mitsui Petrochemicals utiliza por primera vez cultivos en suspensión para la producción industrial de metabolitos secundarios. Casi 10 años después, en 1992, Yun consigue aplicar técnicas de ingeniería metabólica para incrementar la producción de metabolitos secundarios en plantas.
Ese mismo año, 1988, Barton y otros colaboradores logran insertar genes de otra especie a una planta y Chilton consigue la producción de plantas de tabaco transformadas a partir de la transformación de una sola célula. La primera conífera transgénica se logra producir en 1991 y al año siguiente es posible obtener plantas de arroz resistentes a herbicidas. En el año 2000 se llevan a cabo en Kenia las primeras pruebas en campo de un cultivo: una especie de camote resistente al ataque de virus.
En 2003, un grupo de investigadores japoneses desarrollan por técnicas de ingeniería genética un grano de café sin cafeína y para 2006 se aprueba la primera vacuna fabricada en una planta, esta vacuna veterinaria protege a pollos de la enfermedad de Newcastle.

## La primera compañía biotecnológica
En 1976, Herbert Boyer y Robert Swanson fundan Genentech, Inc., la primera compañía biotecnológica, dedicada al desarrollo y comercialización de productos basados en el ADN recombinante, y al año siguiente Genentech reporta la producción de la primera proteína humana fabricada en una bacteria: la somatostatina. Por primera vez se usa un gen sintético recombinante para producir una proteína por lo que muchos consideran a este hecho como el inicio de la Era de la Biotecnología.
En 1978 Genentech se convierte en la primera empresa biotecnológica en entrar a la bolsa de valores de Nueva York, y ese mismo año, junto con The City of Hope National Medical Center, anuncia la producción exitosa en laboratorio de insulina humana usando la tecnología del ADN recombinante; en 1982 Genentech recibe aprobación de la FDA para comercializarla, lo que la convierte en el primer medicamento de origen recombinante aprobado (Humulin®).

## La biotecnología moderna y la industria
A partir del inicio de la Era de la Biotecnología, los avances en el campo han sucedido a gran velocidad. Así, en 1980 en la causa Diamond vs. Chakrabarty la Suprema Corte de los Estados Unidos determinó que los organismos modificados genéticamente podían ser patentados, lo que permitió a la compañía General Electric patentar un microoganismo (derivado del género Pseudomonas) diseñado para “comer” petróleo y utilizarse en derrames. El fallo fue controvertido ya que fue de 5 votos contra 4, y si bien las pseudomonas fueron creadas por técnicas bacteriológicas clásicas abrió la puerta para patentar organismos genéticamente modificados. Estableció una distinción entre lo hecho por la mano del hombre y lo hecho por la naturaleza. La contribución del inventor en este caso (Ananda Chakrabarty) se consideró suficiente para considerarlo una manufactura hecha por el hombre y por lo tanto patentable.  
Ese mismo año se consigue introducir exitosamente un gen humano (el que codifica para la producción de interferón) en una bacteria y al año siguiente Bill Rutter y Pablo Valenzuela publican un reporte en la revista Nature sobre un sistema de expresión en levaduras para producir el antígeno de superficie del virus de la hepatitis B y que llevaría más adelante a que la FDA aprobara a Chiron Corporation, en 1986, la producción de la primera vacuna recombinante: Recombivax HB®.
También en 1981, un grupo de científicos de la Universidad de Ohio produjeron los primeros animales transgénicos al transferir genes de otros animales a ratones y en 1988 los biólogos moleculares Philip Leder y Timothy Stewart recibieron la primera patente para un animal genéticamente modificado, un ratón altamente susceptible a desarrollar cáncer.
No tardaron en obtenerse otros medicamentos provenientes de técnicas de biología molecular: interferón alfa 2a (Roferon®-A por Hoffmann-La Roche) en 1986, interferón alfa 2b (Intron® A por Schering-Plough) en 1986, eritropoyetina (Epogen® por Amgen) en 1989, filgrastim (Neupogen® por Amgen) en 1991, interferón beta 1b (Betaseron® por Chiron) en 1993, molgramostim (Leukin® por Immunex) en 1994 e interferón beta 1a (Avonex® por Biogen) en 1996, entre otros.
En 1993 se funda la Organización de Industria Biotecnológica (Biotechnology Industry Organization, BIO) de la fusión de otras dos organizaciones industriales más pequeñas, con la intención de apoyar el avance de este sector.

## La biotecnología moderna entra a nuestras vidas

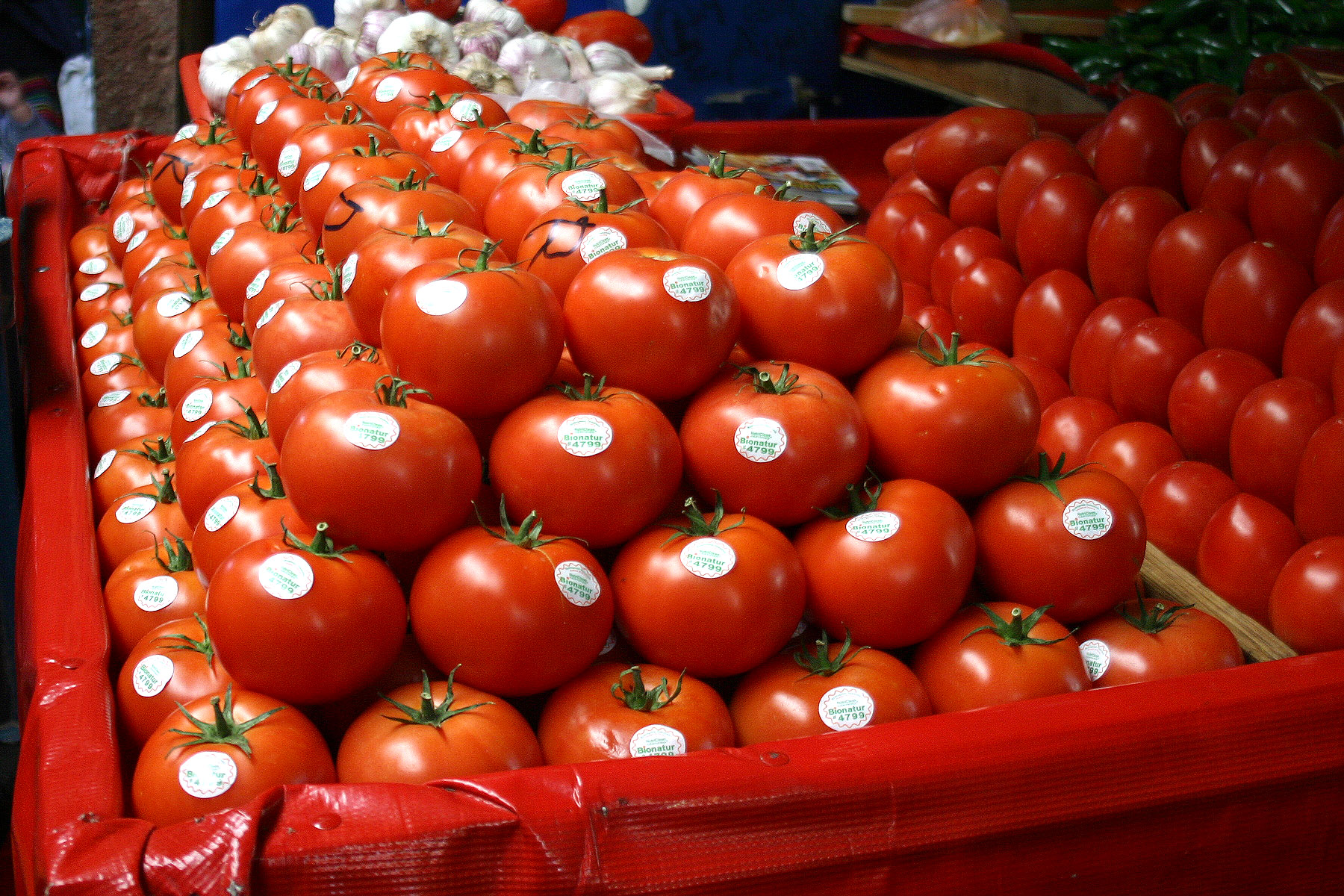
Filas de jitomate en un mercado en Tepoztlán, México, diciembre de 2006.

En el año de 1984, Alec Jeffreys introduce la técnica de caracterización de ADN para la identificación de personas y al año siguiente comienza a usarse como una herramienta legal en las cortes de los Estados Unidos.
En 1985, la compañía belga Plant Genetic Systems fue la primera en desarrollar plantas genéticamente modificadas con resistencia al ataque de insectos. Esta compañía desarrolló plantas de tabaco que expresaban genes que codifican proteínas insecticidas de la bacteria Bacillus thuringiensis (Bt).
En 1987, Calgene, Inc. recibe una patente para la secuencia de ADN de la poligalacturonasa del jitomate, usada para producir una secuencia antisentido de ARN que permite alargar la vida de anaquel de este fruto. 
En 1993 la FDA declara que los alimentos genéticamente modificados “no son inherentemente peligrosos” y por lo tanto no requieren de una regulación específica, lo que permite que estos jitomates obtuvieran el permiso de la FDA para ser comercializados, lo que ocurriría bajo el nombre “Flavr Savr”.
En 1988, Genencor International, Inc. recibe una patente para el proceso de fabricación de enzimas resistentes a cloro para su uso en detergentes.
Para el año 2000, se anuncia la creación del “Arroz dorado” (Golden Rice), una variedad de arroz modificada para producir vitamina A, que se espera ayude a mejorar la salud en los países en desarrollo y a prevenir algunas formas de ceguera.
Todos estos avances llevan en 2004 a que la FAO apoye el uso de los cultivos obtenidos por técnicas de ingeniería genética como una herramienta complementaria a las técnicas agrícolas tradicionales para ayudar a los campesinos y consumidores en los países en vías de desarrollo.

## Pasos hacia la medicina del futuro
En 1989 se crea el Centro Nacional de los Estados Unidos para la Investigación del Genoma Humano (National Center for Human Genome Research), dirigido por James Watson para supervisar el proyecto elaborar el mapa y la secuencia del ADN humano para 2005. Al año siguiente se inauguró de manera formal el Proyecto Internacional del Genoma Humano (International Human Genome Project). La meta de este proyecto era identificar y secuenciar todos los genes del genoma humano.
En 1990 se lleva a cabo la primera terapia génica en una niña de cuatro años con una enfermedad del sistema inmune llamada “deficiencia ADA”; aparentemente la terapia funcionó, pero desató una serie de debates sobre los aspectos éticos de la misma.
En 1998, dos grupos de investigación tuvieron éxito en el cultivo de células troncales embrionarias, lo que abriría nuevas perspectivas para el tratamiento de enfermedades.
Como resultado del proyecto del Genoma Humano, se publica en 2001 la secuencia de dicho genoma en las revistas Science y Nature, haciendo posible el que investigadores de todo el mundo comiencen a desarrollar tratamientos genéticos a enfermedades. La secuencia se completó para el 2003, dos años antes de lo planeado y con un gasto menor al estimado.
Un grupo de investigadores anuncia en 2002 sus resultados exitosos en la obtención de una vacuna contra el cáncer cérvico, la primera vacuna preventiva para algún tipo de cáncer.
En 2003, se encuentra un gen relacionado con la depresión y se avanza en la detección de lazos genéticos con esquizofrenia y desorden bipolar. Ese mismo año, el gobierno de China aprueba el uso del primer producto de terapia génica (Gendicine), desarrollado por la compañía Shenzhen SiBiono GenTech para el tratamiento de cáncer de cabeza y cuello.

## Más avances en genética

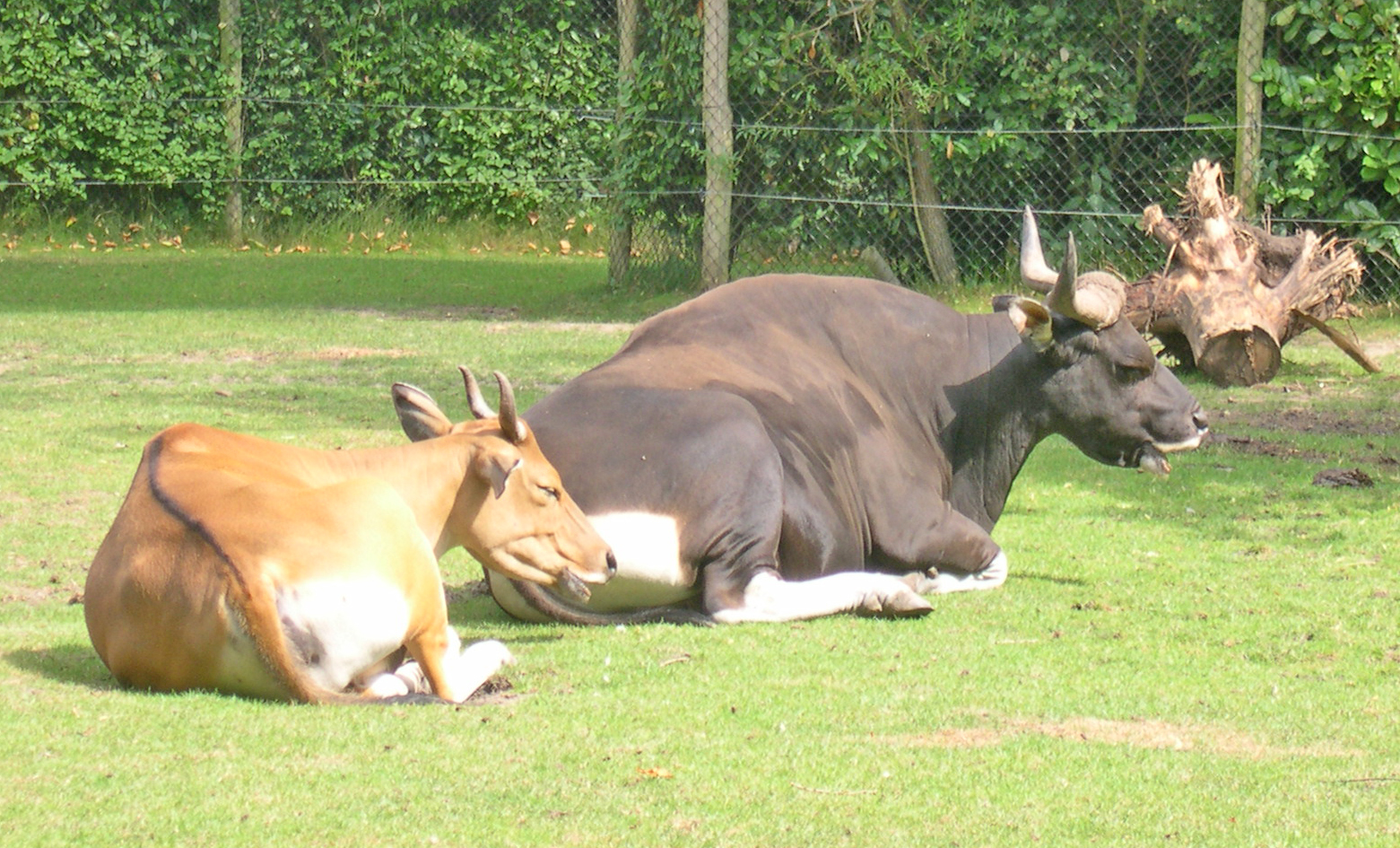
Hembra y macho de banteng.

Para 1996, un grupo de científicos reportó la primera secuencia completa de un organismo complejo: la levadura de pan Saccharomyces cerevisiae. El año siguiente pasaría a la historia por el anuncio de investigadores del Instituto Rosalin de Escocia sobre la clonación de una oveja, a la que llamaron Dolly, a partir de una célula adulta.
A partir de la secuenciación del primer organismo complejo, comienza la carrera por obtener el genoma de más organismos, así en 1998 se obtuvo la secuencia del gusano Caenorhabditis elegans, el primer genoma completo de un animal; en 2000 la primera planta, Arabidopsis thaliana; en 2002 la primera planta usada como alimento, el arroz, así como el parásito que causa la malaria y la especie de mosquito que lo transmite; en 2004 el pollo, la rata de laboratorio y el chimpancé, el primate más cercano al hombre; en 2005 el perro; en 2006 la abeja y de manera parcial el Neandertal; y en 2007 el caballo.
En el año 2002, un grupo de investigadores logra obtener un virus sintético (de poliomielitis) partiendo únicamente de su genoma; este logro despierta muchas preguntas éticas y de seguridad. Ya en 2005, se logra sintetizar parcialmente al virus de la influenza causante de la muerte de al menos 20 millones de personas en todo el mundo de 1918 a 1919.
En 2003 se logra clonar por primera vez una especie en peligro de extinción (el banteng) y otras especies como el caballo, venados y mulas; al año siguiente se lleva a cabo la clonación de la primera mascota: un gato; un año más tarde, en 2005, se logra la clonación de una vaca a partir de células de un animal muerto.
En el año 2005, científicos de la Universidad de Harvard reportan haber tenido éxito en convertir células de piel en células troncales embrionarias al fusionarlas con células troncales embrionarias existentes.